# Alter Friedhof Durlach

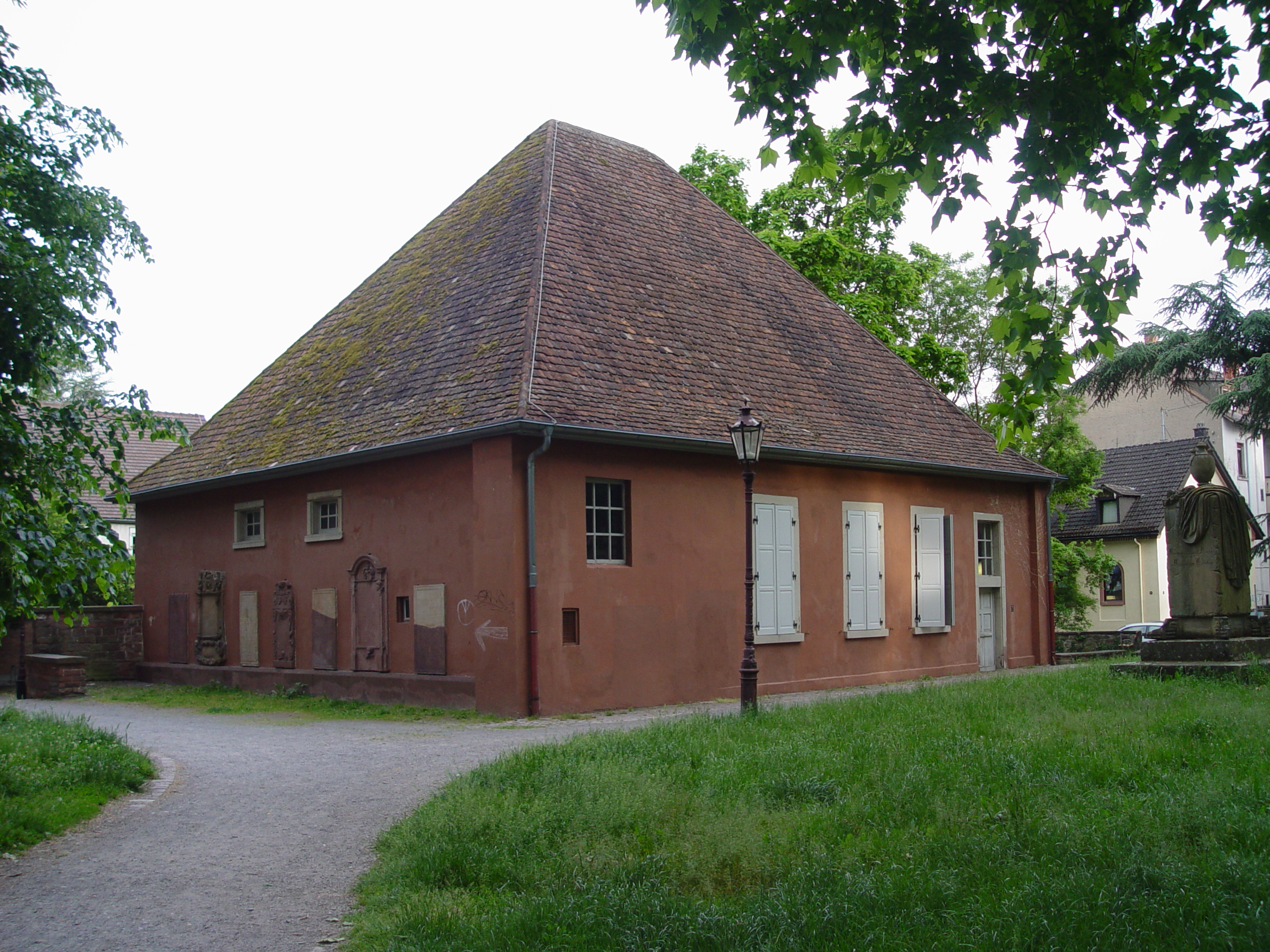
Nikolauskapelle beim Friedhof

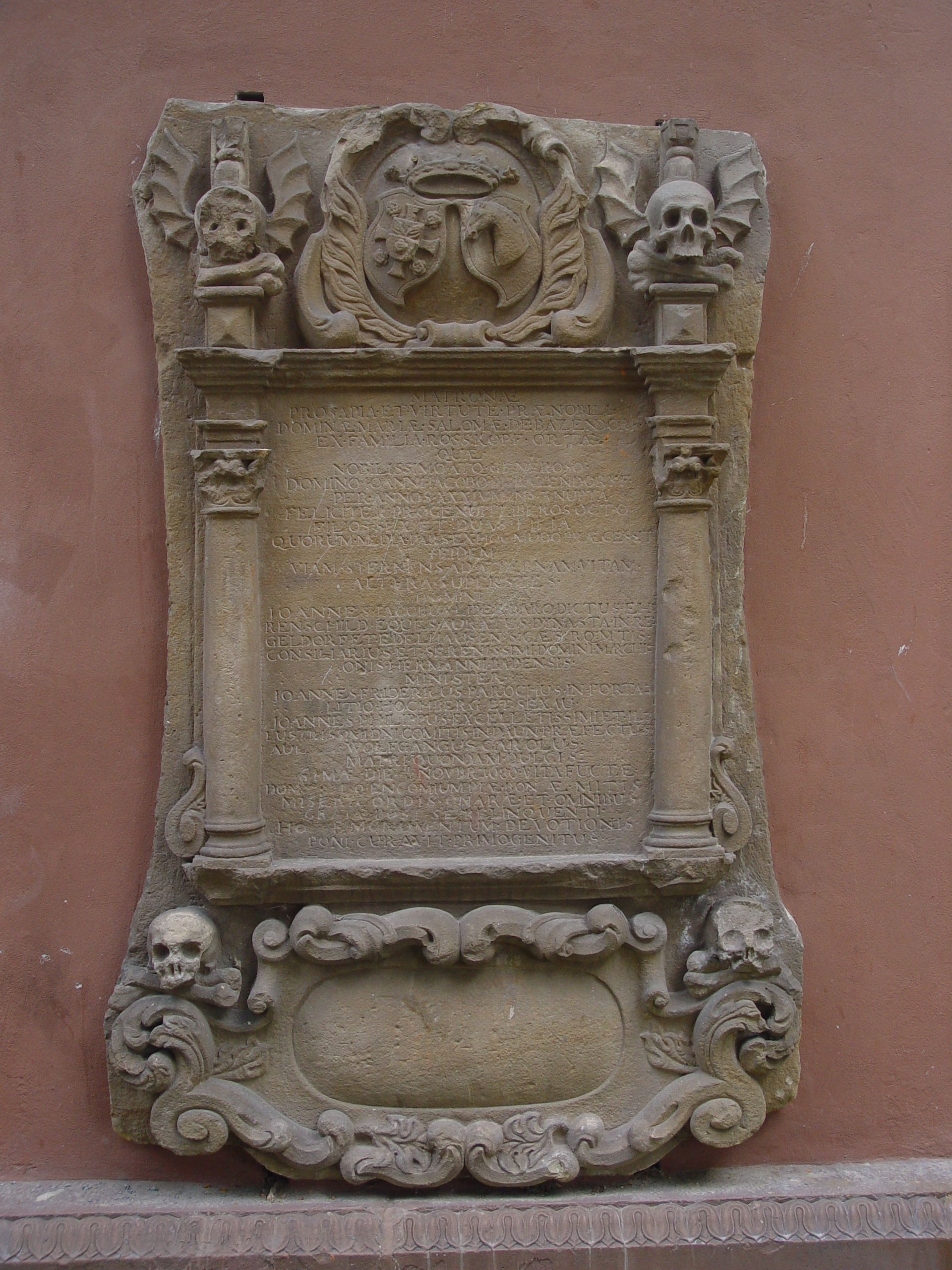
Grabplatte an der Kapelle

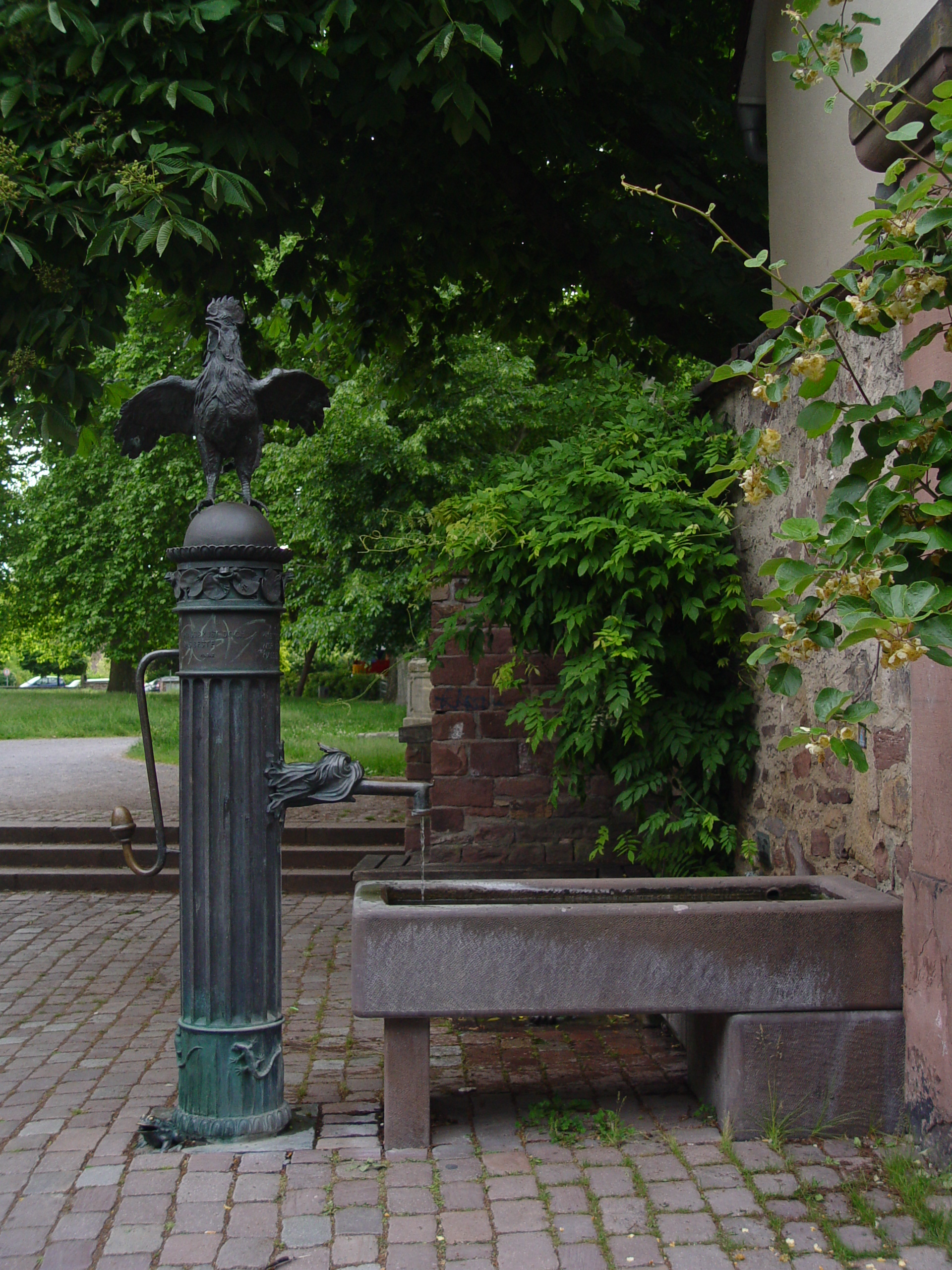
Basler-Tor-Brunnen beim Friedhof

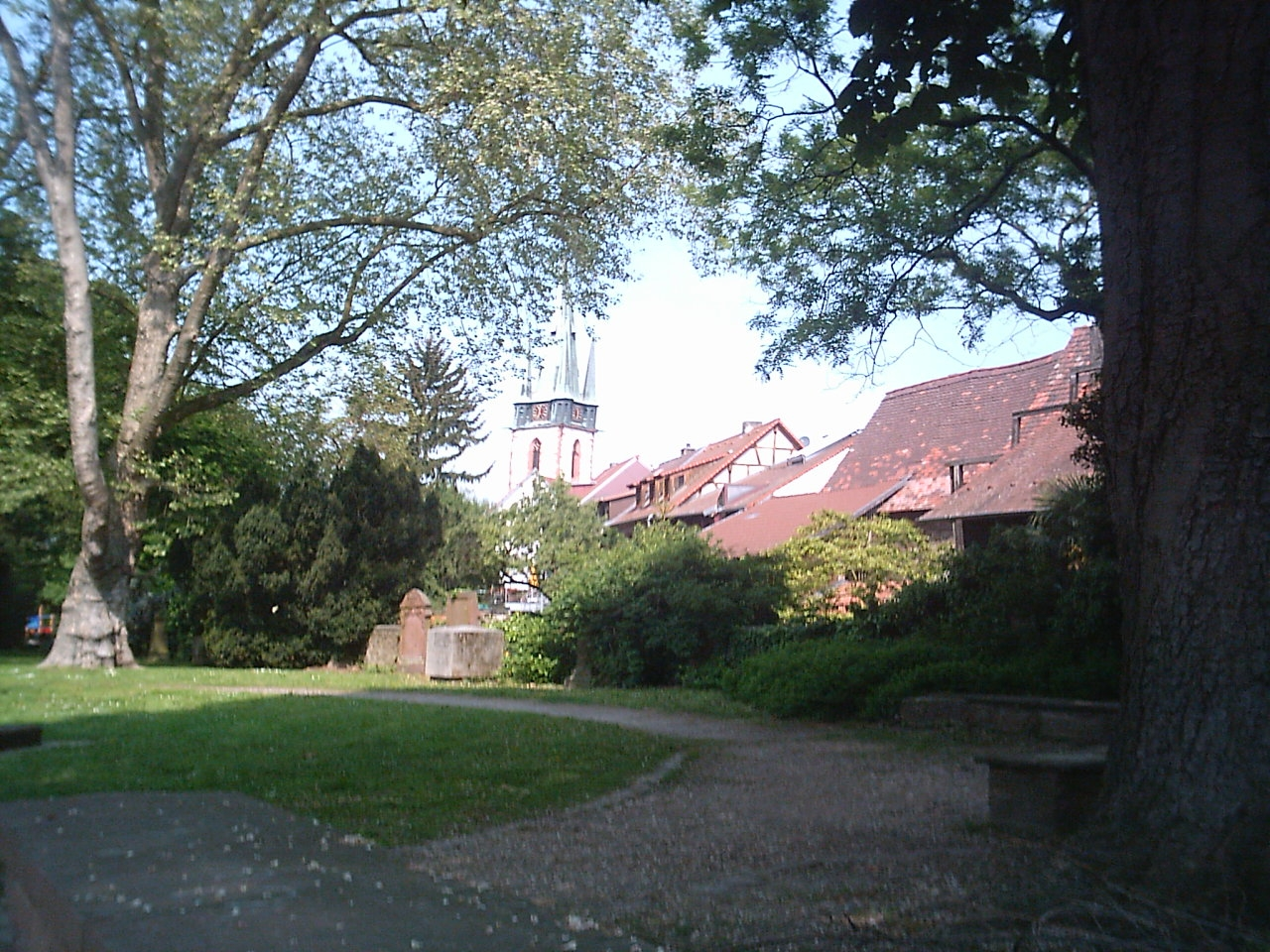
Parkanlage Alter Friedhof

Der Alte Friedhof war ein Friedhof in Durlach, das heute Teil der Stadt Karlsruhe ist.

## Geschichte
Der ehemalige Friedhof von Durlach wurde im Jahre 1577 erstmals erwähnt. Der Friedhof lag vor der Durlacher Stadtmauer und reichte bis zur Kirche St. Peter und Paul. Bereits in seiner Anfangszeit musste der Friedhof dreimal erweitert werden, da er auf Grund des Bevölkerungswachstums schnell zu klein wurde. Im Jahre 1862 wurde der Friedhof ein weiteres und letztes Mal erweitert. Die letzten Baumaßnahmen wurden 1892 vorgenommen. Im Jahre 1898 wurde im Stadtrat beschlossen, den Friedhof zugunsten eines neuen zu schließen. 1902 wurde dann der neue Bergfriedhof Durlach eröffnet. Bis zum Jahr 1913 waren noch 100 Gräber und einige Denkmäler erhalten. Die Friedhofskapelle wurde bis zum Zweiten Weltkrieg von der Altkatholischen Gemeinde genutzt.

## Nikolauskapelle
Beim alten Friedhof befindet sich die Nikolauskapelle. Erste Erwähnungen der Kapelle gehen bis auf das Jahr 1535 zurück. Im Jahre 1689 brandte die Kapelle komplett aus. Die Ruine wurde erst im Jahre 1712 wiederaufgebaut.

## Heutige Nutzung
Der ehemalige Alte Friedhof wurde nach dem Zweiten Weltkrieg umgebaut und teilweise eingeebnet. Das Gelände ist inzwischen zu einer Parkanlage mit einem Spielplatz umgebaut worden. Direkt neben dem ehemaligen Friedhofsgelände befindet sich seit dem Jahre 1988 der Basler-Tor-Brunnen des Karlsruher Künstlers Ulrich J. Sekinger.

## Gräber bekannter Personen
- Sigemund Klose (1623–1702), Mediziner und markgräflich-badischer Leib- und Hofarzt
- Ludwig von Liebenstein (1781–1824), badischer Landtagsabgeordneter